# Carol Lawrence
Carol Maria Laraia, nota come Carol Lawrence (Melrose Park, 5 settembre 1932), è un'attrice statunitense.
Attiva prevalentemente nel teatro, è nota per aver preso parte al cast originale del musical West Side Story.

## Biografia
Carol Lawrence nasce da una famiglia di origini italiane. Suo padre era nato a Trivigno, in provincia di Potenza, ed emigrò negli Stati Uniti da bambino; sua madre, americana, proveniva da una famiglia originaria dello stesso comune.
Debuttò come attrice a Broadway nel 1952 e divenne nota interpretando Maria in West Side Story nel 1957, che le fruttò una nomination per il Tony Award alla miglior attrice non protagonista in un musical. Ricoprì altri ruoli importanti come Fanny Brice in Funny Girl (1975), Charity in Sweet Charity (1977), Lucille Early in No, No, Nanette (1990) e Aurora in Kiss of the Spider Woman (1993).
Attiva anche in televisione, recitò in serie televisive come Play of the Week, General Electric Theater, I giorni di Bryan, The United States Steel Hour, Jacqueline Susann's Valley of the Dolls e nei film TV Summer of Fear e La valle delle bambole
La Lawrence ha una propria stella sulla Hollywood Walk of Fame.

## Vita personale
L'attrice è stata sposata per tre volte. La sua relazione più nota e duratura fu quella con il cantante e attore Robert Goulet, al quale diede due figli: Christopher e Michael.

## Filmografia parziale

### Cinema
- Uno sguardo dal ponte (Vu du pont), regia di Sidney Lumet (1962)

### Televisione
- General Electric Theater – serie TV, episodio 10x02 (1961)
- Gli uomini della prateria (Rawhide) – serie TV, episodio 8x07 (1965)
- I giorni di Bryan (Run for Your Life) – serie TV, episodi 1x13-2x01 (1965-1966)
- Fantasilandia (Fantasy Island) – serie TV, un episodio (1978)
- Jacqueline Susann's Valley of the Dolls, regia di Walter Grauman (1981) – film TV
- La signora in giallo (Murder, She Wrote) – serie TV, episodi 1x02-2x19-6x08 (1984-1989)
- Hollywood - La valle delle bambole (Valley of the Dolls) – serie TV, 65 episodi (1994)
- Sex and the City – serie TV, episodio 3x06 (2000)